# 北京市国家安全局
北京市国家安全局是主管北京市国家安全工作的部门，直属中华人民共和国国家安全部。

## 历任局长
- 樊守志（1996年—2001年）
- 梁克（2008年4月—2014年2月）
- 李东（2014年2月—）

## 历任党委书记
- 邱水平[1]

## 歷史
2017年4月10日，北京市国家安全局制定的《公民举报间谍行为线索奖励办法》发布并实施。根据《公民举报间谍行为线索奖励办法》，公民举报间谍行为，最高可获得50万元奖励。

## 相关案件
- 天安门母亲运动
- 席扬
- 零八宪章
- 杨恒均
- 无锡新兴实业公司非法集资案